# Sankt Barbara im Mürztal
Sankt Barbara im Mürztal est, depuis 2015, une  municipalité du district de Bruck-Mürzzuschlag en Styrie, en Autriche. Dans le cadre de la réforme structurelle des municipalités en Styrie, la municipalité, qui a été fondée le 1er janvier 2015, a été formée par la fusion des municipalités indépendantes de Mitterdorf im Mürztal, Veitsch et Wartberg im Mürztal .